# S/2016 J 3
S/2016 J 3 är en av Jupiters månar. Den upptäcktes år 2016 av Scott S. Sheppard. S/2016 J 3 är cirka 2 kilometer i diameter och roterar kring Jupiter på ett avstånd av cirka 22 273 000 kilometer.
S/2016 J 3 har ännu inte fått något officiellt namn.